# Fujitsu, Saga
Fujitsu (藤津郡 Fujitsu-gun) là huyện thuộc tỉnh Saga, Nhật Bản. Tính đến ngày 1 tháng 10 năm 2020, dân số ước tính của huyện là 8.121 người và mật độ dân số là 110 người/km2. Tổng diện tích của huyện là 74,30 km2.